# Bob Lindberg
Robert „Bob“ Lindberg (* 31. Dezember 1945 in Minneapolis, Minnesota) ist ein ehemaliger US-amerikanischer Eishockeyspieler und -trainer, der den Großteil seiner Karriere in der Schweiz verbrachte.

## Karriere
Lindberg startete seine Karriere als Profi 1968 in der Eastern Hockey League (EHL) bei den Johnstown Jets, nachdem er zuvor das Colorado College besucht hatte. Zur Saison 1969/70 wechselte er in die International Hockey League (IHL) zu den Fort Wayne Komets. Im Sommer 1970 folgte der Wechsel nach Europa zum HC Sion in die Schweizer Nationalliga B (NLB), wo er zwei Jahre als Spielertrainer aktiv war. Anschließend wechselte der US-Amerikaner innerhalb der Spielklasse zum Lausanne HC, wo er ab der Saison 1973/74 ebenfalls als Spielertrainer beschäftigt wurde. In dieser Doppelfunktion war er ebenso zwei Jahre aktiv. Nach einem einjährigen Engagement beim EHC Biel in der Nationalliga A (NLA), wechselte er auf die Spielzeit 1976/77 hin wieder in die NLB, wo er beim Zürcher SC erneut als Spielertrainer anheuerte.
Zur Saison 1977/78 kehrte er wieder nach Biel zurück und wurde dort in den Jahren 1978 und 1981 zweimal Schweizer Meister. Während seiner Zeit in Biel bildete er zusammen mit seinen Sturmkollegen Steve Latinovich und Urs Lott die sogenannte L-Linie. Insgesamt bestritt Lindberg für die Seeländer 104 Partien in der Nationalliga A und erzielte dabei 133 Scorerpunkte, davon 72 Tore und 61 Assists. Später wurde er als einer der herausragendsten Akteure in der Geschichte des Klubs in die Hall of Fame des Vereins aufgenommen.

### International
Auf internationaler Ebene vertrat Lindberg die US-amerikanische Nationalmannschaft erstmals im Rahmen der B-Weltmeisterschaft 1970, bei der der direkte Wiederaufstieg in die A-Gruppe gelang. Dort repräsentierte der Stürmer sein Heimatland im folgenden Jahr, als die Mannschaft aufgrund des verlorenen direkten Vergleichs gegenüber den punktgleichen Deutschen umgehend wieder abstieg. Bei der B-Weltmeisterschaft 1973 absolvierte Lindberg seine dritten Welttitelkämpfe.

## Erfolge und Auszeichnungen
- 1967 WCHA Second All-Star Team
- 1978 Schweizer Meister mit dem EHC Biel
- 1981 Schweizer Meister mit dem EHC Biel

### International
- 1970 Aufstieg in die A-Gruppe bei der B-Weltmeisterschaft